# Maarten van der Grinten
Maarten van der Grinten (* 19. Dezember 1963 in Geleen) ist ein niederländischer Jazz-Gitarrist und Komponist.
Van der Grinten begann mit neun Jahren Schlagzeug zu spielen und ab zwölf Jahren Gitarre, was er im Studium 1982 bis 1987 am Konservatorium in Hilversum bei Wim Overgaauw vertiefte (Abschluss „summa cum laude“). 1987 gewann er den Förderpreis des Festivals von Loosdrecht und erhielt 1988 ein Stipendium des niederländischen Kultusministeriums, um sein Studium in New York an der Manhattan School of Music fortzusetzen. Er spielte bisher mit Jazzmusikern wie Ack van Rooyen, Toots Thielemans, Clark Terry, John Engels und begleitete Sängerinnen wie Greetje Kauffeld (auf ihrem Album „The real thing“ 1994), Francien van Tuinen (auf ihrem Album „Muzyka“ 2005),  Laura Fygi (auf ihrem Album „The Best Time of the Year“ 2004, „Turn out the Lamplight“ 2005) und die portugiesische Sängerin Cristina Branco (mit Richard Galliano und Michael Moore auf dem North Sea Jazz Festival 2005 und 2006 im Concertgebouw mit dem Pianisten Mario Laginha). Er trat mit der WDR Bigband, dem Willem Breuker Kollektief, dem „Metropole Orkestra“ und dem Jazzorchester des Concertgebouw (sowie dem Vorläufer, der New Concert Bigband) auf, für die er auch komponiert.
Er ist Ko-Leader von „Digd´Diz“ (mit Jan Menu am Baritonsaxophon und Jan Voogd am Bass, Album „Dig d´Diz meets the Mondriaan String Quartet“ 1997 bei BV Haast) und des „Van der Grinten-Herman“ Quartetts mit dem Saxophonisten Benjamin Herman (mit Joe Machtel am Bass und Henk Zomer am Schlagzeug, Alben „Between a dog and a lamppost“ 1992, „Psychodixie for C-Melody Saxophone“ 1994, „Lost Languages“ 1998, „A course and a sigh“ 2006). Außerdem spielt er im Duo mit dem Gitarristen Jesse van Ruller und spielte mit der brasilianischen Gruppe „Dirindi“ (auf deren Album „Cantar do Jobim“ 2004). Mit u. a. Doug Raney, Louis Stewart, Frédéric Sylvestre und Heiner Franz spielte er im „European Jazz Guitar Orchestra“ (gleichnamiges Album 1993).
Er lehrt an der Hochschule der Künste in Amsterdam (so der neue Name seiner alten Schule, des Hilversum-Konservatoriums), wo er die Jazzgitarren-Sektion leitet.